# Efferia camposiana
Efferia camposiana este o specie de muște din genul Efferia, familia Asilidae. A fost descrisă pentru prima dată de Mary Katherine Curran în anul 1931.
Este endemică în Ecuador. Conform Catalogue of Life specia Efferia camposiana nu are subspecii cunoscute.